# 73-as busz (Budapest)
A budapesti 73-as jelzésű autóbusz Újpalota, Nyírpalota utca és a Bornemissza tér között közlekedett. A vonalat a Budapesti Közlekedési Zrt. üzemeltette.

## Története
1971. május 17-én a 7-es busz folytatásaként a Bosnyák tér és Újpalota, Zsókavár utca között megindult a 73-as járat. 
1973. március 17-én a Felszabadulás útjáig hosszabbították, szeptember 3-án pedig elindult a 173E jelzésű expresszjárat a Keleti pályaudvar és Újpalota között csak csúcsidőben, mely 1977. január 3-án a 73E jelzést kapta. 1973 decemberében átadták az Újpalotára átvezető, a Csömöri utat a körvasút felett a Drégelyvár utcával összekötő felüljárót. A 73-as-busz és gyorsjárata már kerülő nélkül, rövidebb útvonalon tudta elérni az épülő lakótelepet. 
1974-től 1976-ig október végén és november elején 73Y jelzésű temetői járat is közlekedett a Bosnyák tér és a Rákospalotai temető között. Korábban ez a viszonylat 24B (1957-től 1970-ig), majd 24A (1973-ig) jelzéssel járt.
1980-ban elindult a 173-as éjszakai busz a Keleti pályaudvar és Újpalota, Erdőkerülő utca között, mely később a 173É jelzést kapta. 1988. június 30-án megszűnt a 73-as busz, helyette a Keleti pályaudvarig az akkor induló 73-as járt. 1994 decemberében megszűnt a 73E, helyébe az új 173-as busz lépett, mely a Nyírpalota utcától a Bornemissza térig közlekedett. 2005. december 2-án a 73-as megszűnt, másnap újraindult a 73-as a Bornemissza tér és a Nyírpalota út között, illetve a 173-as budai végállomását az Etele térhez helyezték át.
A 2008-as paraméterkönyv bevezetésével augusztus 21-étől a 73-as busz jelzése 173-as lett, a 173-as jelzését 173E-re módosították.

## Útvonala
| Bornemissza tér felé | Újpalota, Nyírpalota utca felé |
| --- | --- |
| Újpalota, Nyírpalota utca vá. – Nyírpalota utca – Drégelyvár utca – felüljáró – Csömöri út – Bosnyák tér – Thököly út – Baross tér – Rákóczi út – Kossuth Lajos utca – Ferenciek tere – Szabad sajtó út – Erzsébet híd – Szent Gellért rakpart – Szent Gellért tér – Bartók Béla út – Tétényi út – Bornemissza tér vá. | Bornemissza tér vá. – Tétényi út – Bartók Béla út – Szent Gellért tér – Szent Gellért rakpart – Erzsébet híd – Szabad sajtó út – Ferenciek tere – Kossuth Lajos utca – Rákóczi út – Baross tér – Thököly út – Bosnyák tér – Csömöri út – felüljáró – Drégelyvár utca – Nyírpalota utca – Újpalota, Nyírpalota utca vá. |

## Megállóhelyei
| 73 (Újpalota, Nyírpalota utca – Bornemissza tér) | 73 (Újpalota, Nyírpalota utca – Bornemissza tér) | 73 (Újpalota, Nyírpalota utca – Bornemissza tér)                              | 73 (Újpalota, Nyírpalota utca – Bornemissza tér) | 73 (Újpalota, Nyírpalota utca – Bornemissza tér) | 73 (Újpalota, Nyírpalota utca – Bornemissza tér) | 73 (Újpalota, Nyírpalota utca – Bornemissza tér)                                                        | 73 (Újpalota, Nyírpalota utca – Bornemissza tér) |
| Perc (↓)                                         | Perc (↓)                                         | Megállóhely                                                                   | Perc (↑)                                         | Perc (↑)                                         | Átszállási kapcsolatok                           | Átszállási kapcsolatok                                                                                  |                                                  |
| 1988                                             | 2008                                             | Megállóhely                                                                   | 1988                                             | 2008                                             | a járat első megszűnésekor (1988)                | a járat második megszűnésekor (2008)                                                                    |                                                  |
| ------------------------------------------------ | ------------------------------------------------ | ----------------------------------------------------------------------------- | ------------------------------------------------ | ------------------------------------------------ | ------------------------------------------------ | --- | ------------------------------------------------ |
| 0                                                | 0                                                | Újpalota, Nyírpalota utca (korábban: Újpalota, Felszabadulás útja) végállomás | 12                                               | 51                                               | 73E, 130, 132                                    | 46, 130, 173                                                                                            |                                                  |
| 1                                                | 1                                                | Páskomliget utca                                                              | 11                                               | 50                                               | 96, 96, 130, 132 69                              | 46, 96, 96, 96A, 130, 173, Palota, Pólus 69                                                             |                                                  |
| 3                                                | 3                                                | Zsókavár utca                                                                 | 9                                                | 48                                               | 73E, 96, 96, 130, 132 69                         | 46, 96, 96, 96A, 130, 173, Palota 69                                                                    |                                                  |
| 4                                                | 4                                                | Madách utca                                                                   | 8                                                | 47                                               | 77, 132, 177                                     | Palota                                                                                                  |                                                  |
| 6                                                | 6                                                | Apolló utca (korábban: Cservenka Miklós utca)                                 | 7                                                | 46                                               | 77, 132                                          | 77, 231, Palota                                                                                         |                                                  |
| 7                                                | 7                                                | Molnár Viktor utca                                                            | 5                                                | 44                                               | 77, 132                                          | 77, 173                                                                                                 |                                                  |
| 9                                                | 9                                                | Cinkotai út                                                                   | 4                                                | 43                                               | 77                                               | 77 |                                                  |
| 10                                               | 10                                               | Miskolci utca                                                                 | 3                                                | 42                                               | 77, 132                                          | 77 |                                                  |
| 11                                               | 11                                               | Rákospatak utca                                                               | 2                                                | 41                                               | 77 44                                            | 77 |                                                  |
| ∫                                                | ∫                                                | Telepes utca                                                                  | 1                                                | ∫                                                | 24, 70                                           | Nem érintette                                                                                           |                                                  |
| 13                                               | 13                                               | Bosnyák tér végállomás (1971–1988)                                            | 0                                                | 39                                               | 7, 7, 24, 32, 32, 70, 77, 132 44, 62             | 7, 7, 24, 32, 70, 77, 173, Pólus 3, 62                                                                  |                                                  |
| ∫                                                | 16                                               | Róna utca                                                                     | ∫                                                | 37                                               | Nem érintette                                    | 7, 7 82                                                                                                 |                                                  |
| ∫                                                | 16                                               | Amerikai út                                                                   | ∫                                                | 35                                               | Nem érintette                                    | 7 |                                                  |
| ∫                                                | 18                                               | Hungária körút                                                                | ∫                                                | 33                                               | Nem érintette                                    | 7, 7, 67V, 173, Pólus 1, 1A 72 Budapest-Zugló                                                           |                                                  |
| ∫                                                | 20                                               | Stefánia út                                                                   | ∫                                                | 32                                               | Nem érintette                                    | 7, 67V 72, 75                                                                                           |                                                  |
| ∫                                                | 21                                               | Cházár András utca                                                            | ∫                                                | 30                                               | Nem érintette                                    | 7, 67V                                                                                                  |                                                  |
| ∫                                                | 22                                               | Dózsa György út                                                               | ∫                                                | 29                                               | Nem érintette                                    | 7, 67V                                                                                                  |                                                  |
| ∫                                                | 25                                               | Baross tér, Keleti pályaudvar                                                 | ∫                                                | 27                                               | Nem érintette                                    | 7, 7, 20, 30, 67V, 78, 173, Pólus 24 73, 76, 78, 79, 80 Budapest-Keleti                                 |                                                  |
| ∫                                                | 26                                               | Huszár utca (↓) Berzsenyi utca (↑)                                            | ∫                                                | 25                                               | Nem érintette                                    | 7, 78                                                                                                   |                                                  |
| ∫                                                | 28                                               | Blaha Lujza tér                                                               | ∫                                                | 23                                               | Nem érintette                                    | 7, 7, 78, 99, 173 4, 6, 28, 37, 37A                                                                     |                                                  |
| ∫                                                | 30                                               | Kazinczy utca (↓) Vas utca (↑)                                                | ∫                                                | 21                                               | Nem érintette                                    | 7, 78, 233E, 239 74                                                                                     |                                                  |
| ∫                                                | 32                                               | Astoria                                                                       | ∫                                                | 20                                               | Nem érintette                                    | 7, 9, 47-49V, 78, 112, 149V, 233E, 239, 249V 74                                                         |                                                  |
| ∫                                                | 34                                               | Ferenciek tere                                                                | ∫                                                | 18                                               | Nem érintette                                    | 5, 7, 7, 8, 47-49V, 78, 112, 173, 233E, 239                                                             |                                                  |
| ∫                                                | 36                                               | Rudas fürdő                                                                   | ∫                                                | 16                                               | Nem érintette                                    | 7, 8, 86, 112                                                                                           |                                                  |
| ∫                                                | 39                                               | Szent Gellért tér                                                             | ∫                                                | 13                                               | Nem érintette                                    | 7, 47-49V, 86, 149V, 233E 18, 19, 41, 41A, 56                                                           |                                                  |
| ∫                                                | 42                                               | Móricz Zsigmond körtér                                                        | ∫                                                | 11                                               | Nem érintette                                    | 3, 3, 7, 7, 27, 40, 40, 40E, 47-49V, 140E, 149V, 153, 173 6, 18, 19, 41, 41A, 56, 61                    |                                                  |
| ∫                                                | 44                                               | Kosztolányi Dezső tér                                                         | ∫                                                | 9                                                | Nem érintette                                    | 7, 7, 12, 14, 40, 40E, 41, 41, 47-49V, 53, 72, 86, 87, 87A, 114, 140E, 149V, 153, 172, 173, 187, 250 19 |                                                  |
| ∫                                                | 46                                               | Tétényi út (↓) Hamzsabégi út (↑)                                              | ∫                                                | 7                                                | Nem érintette                                    | 7, 14, 47-49V, 87, 87A, 114, 187 19                                                                     |                                                  |
| ∫                                                | 47                                               | Szent Imre Kórház                                                             | ∫                                                | 5                                                | Nem érintette                                    | 7, 7, 14, 114, 173                                                                                      |                                                  |
| ∫                                                | 48                                               | Tétényi út 39. (↓) Tétényi út 30. (↑)                                         | ∫                                                | 4                                                | Nem érintette                                    | 7, 14, 114                                                                                              |                                                  |
| ∫                                                | 50                                               | Kelenföld, városközpont                                                       | ∫                                                | 3                                                | Nem érintette                                    | 7, 7, 14, 103, 114, 173                                                                                 |                                                  |
| ∫                                                | 51                                               | Puskás Tivadar utca (↓) Bikszádi utca (↑)                                     | ∫                                                | 1                                                | Nem érintette                                    | 7 |                                                  |
| ∫                                                | 52                                               | Bornemissza tér végállomás (2005–2008)                                        | ∫                                                | 0                                                | Nem érintette                                    | 7 |                                                  |